# Станоје Андрејић
Станоје (Стола) Андрејић (Крајковац, 30. новембар 1892 — ?, ?) био је српски јунак. Двоструки је носилац Карађорђеве звезде са мачевима.

## Биографија
Рођен је 30. новембра 1892. године у селу Крајковац, округ добрички. Рат са Турцима 1912. године га је затекао на одлужењу војног рока и до 1919. године се није враћао кући. Борио се у Гвозденом пуку у свим ратовима. Истакао се у борбама на Церу 1914. године, када је као вођа патроле заузео непријатељски положај.
Први пут је одликован Златним војничким орденом Карађорђеве звезде за подвиг на Лиманској ади на Дрини, августа 1914. године. Као вођа патроле сачекао је и заробио први десантни чамац са посадом аустроугарског 76. пука који је покушавао форсирање Дрине. Исте године је рањен код села Липолиста у Мачви. На Солунском фронту се истакао као вођа патроле и бомбаш, па је за подвиге у бици на Црној реци по други пут одликован војничким орденом Карађорђеве звезде са мачевима. Поред два ордена КЗм, одликован је и Златном медаљом за храброст, руским крстом Св. Ђорђа 4. степена, енглеском медаљом „Милитер” и свим споменицима ратова 1912—1918. године.
После ратова вратио се на своје имање у Крајковцу. Био је ожењен Добријом, са којом је имао синове Радомира, Миливоју и Крсмана и кћери Ружу и Данче.